# Mauricio Daniel Nanni Lima
Mauricio Daniel Nanni Lima (Montevideo, 12 de juliol de 1979) és un futbolista uruguaià, que ocupa la posició de porter.
Va destacar al Montevideo Wanderers, on va romandre durant set campanyes. Després de passar per la competició espanyola, ha militat a equips com el CD Marathón, el Defensor Sporting o la SD Aucas.
Ha estat internacional amb l'Uruguai en dues ocasions, corresponents a la Copa Carlsberg del 2003, celebrada a Hong Kong.